# ごと
ごとは、長崎県五島市にある、食品の製造・販売を行っている企業。「石焼ごと芋」など冷凍食品や「五島の鯛で出汁をとったなんにでもあうカレー」などレトルト食品を、全て自社で製造。通信販売をメインに展開している。長崎県五島市にある本社では「おみやげや ごと」として実店舗も運営している。設立は2006年。